# Bitka za Šibenik 1991.
Bitka za Šibenik je bila bitka u Domovinskom ratu. S obzirom na to da je Drniš pao u ruke srpskih snaga 23. rujna 1991. godine, uspješnom obranom Šibenika spriječeno je odsijecanje Srednje i Južne Dalmacije (te komunikacija prema Hercegovini i dalje prema Središnjoj Bosni) od preostalog dijela Hrvatske. Ujedno su zarobljavanjem značajnog broja brodova koji su bili na vezu u Šibeniku omogućeno formiranje Hrvatske ratne mornarice, a time i uspješan nadzor hrvatskog izlaza na more u nastavku Domovinskog rata.
Bitka se odvila od 16. do 23. rujna 1991. godine. U bezizglednoj situaciji hrvatske su snage uspjele obraniti grad od srpskih osvajača. Dan prije krenuo je veliki napad na Zadar. Šibenska je bitka bila iznimno strateški važna, jer se moralo obraniti šibenski most, grad Šibenik i položaji na Jadranskoj magistrali. Da je agresor zauzeo ikoju od tih lokacija, južna Hrvatska bila bi ispresijecana na par manjih ili većih džepova, čime bi došla u vrlo tešku situaciju za obranu.
Nakon osam dana srpski je osvajač bio prisiljen na povlačenje. 
Rujanski rat bio je ključan za obranu Hrvatske, jer tad je međunarodna zajednica razvlastila Jugoslaviju od njenih državnih atributa, čime se de facto prestala priznavati Jugoslavija i priznata Hrvatska.

## Napadačevi planovi
JNA i srpski pobunjenici napali su Šibenik iz dvaju smjerova: Prvi je bio pravac Bribirske Mostine – Čista Mala – Zaton – Šibenski most, a drugi je bio Drniš – Pakovo Selo – Šibenik kojem je prvi cilj bio zauzeti šibenski most na ulazu u grad. Pomoćni pravac napada išao je prema Sinju radi zaokruživanja i izolacije Splita.
Kninski 9. korpus JNA pod zapovijedanjem Ratka Mladića izveo je operaciju “More” kojoj je bio cilj izbiti na more u Šibeniku. Ondje bi se spojili s jakim snagama 8. pomorskog sektora u Šibeniku gdje je bila jedna mornarička desantna brigada i pristožerne postrojbe 8. sektora koje su se nalazile u okruženju.
Da su uspjeli, Zadar bi bio dodatno odsječen od ostalih dijelova Hrvatske, jer Paški je most bio u to vrijeme pod žestokim napadima, a Šibenik i Split u drugom odsječenom segmentu od ostatka Hrvatske. Bio bi to strašan psihološki udarac na odsječeni dio južne Hrvatske,a tako raskomadana južna Hrvatska bila bi u vrlo teškoj situaciji za obranu. Osim što bi bilo teško braniti, srpski bi osvajači ili nadomak ostvarenja 150 godina starih velikosrpskih ciljeva da ovaj stari hrvatski kraj i središte hrvatskog kraljevstva etnički očiste od Hrvata i stvore izlaz na more za projekt Velike Srbije, koji bi u slučaju osvajanja Šibenika bio mnogo bliži ostvarenju.

## Napadači
Šibenik je napao Mladićev 9. korpus JNA. Glavni nositelj napada bila je 221. mtbr s pridodanom oklopnom bojnom i TO „SAO Krajine“. Iznutra su velikosrpske snage imale svoja uporišta u gradu i okolici u vojarnama, ratnoj luci, obalnim topničkim bitnicama na otocima Žirju i Smokvici te na obali u Zečevu i Rogoznici jake snage JNA. Pored JNA, brojna vojska domaćih Srba teritorijalaca iz Knina i srpskih sela u široj okolici, snage domaćih „martićevaca“, kao i skupine paravojnih postrojbi iz Srbije predstavljale su srpsko ljudstvo.
JRM je za napad s mora uputila s Visa skupinu ratnih brodova radi prodora i deblokade svojih brodova u šibenskoj luci te potporu kopnenim snagama pucajući topovnjačama. Jugoslavensko ratno zrakoplovstvo podupiralo je kopnene i pomorske snage iz zrakoplovnih luka Pule, Zadra, Splita i Mostara.
Za napad su imali na raspolaganju dobro naoružani korpus koji je krenuo tenkovsko-topničkim napadima.

## Branitelji
Hrvatske snage branile su veliko šibensko-drniško područje. Branila ih je branila 4. bojna 4. brigade iz Splita s oko 500 bojovnika, 1300 pripadnika 113. brigade ZNG-a iz Šibenika, preko tisuću policajaca i lokalni stanovnici s lovačkim puškama ili gotovo bez oružja. U usporedbi sa snagama JNA, pobunjenih Srba i srpskih dobrovoljačkih paravojnih skupina, bili su neusporedivo slabije naoružani. Jedino teško naoružanje koje su imali bilo je par minobacača, desetak protuzračnih topova, dva policijska transportera, te nešto protuoklopnog naoružanja.

## Tijek bitke
Nakon Zadra Šibenik se našao u vrlo teškoj situaciji.
Veliku je ulogu odigralo za obranu Šibenika ovladavanje dva dana prije topničkom bitnicom na otoku Žirju. Zapovjednik Žirja se predao hrvatskim snagama, predavši im ispravne topove i velike količine granata. JNA to nije doznala, nego tek nakon što je sa Žirja pucano na ratne brodove JRM prvog dana bitke za Šibenik 16. rujna 1991. Jedan je ratni brod pogođen, a ostali su napustili šibensko pomorje, čime je opasnost s mora eliminirana.
Opći napad na Šibenik počeo je 16. rujna. Tada su Mladićeve snage drskim prepadom u potpunosti razbile obranu hrvatskih branitelja i brzo izbile na Šibenski most. Šibenik je bio pred padom. Proboj srpskih snaga bio je posljedica tehnološke nadmoći, jer se hrvatske snage nisu imale čime suprotstaviti najmodernijim tenkovima JNA M-84. Daljnji napredak srpske snage nisu izvele, jer su se bojale hrvatske inženjerije s druge strane mosta. Strahovale su da bi most mogao biti miniran. Srbi su stali s napadom i odlučili još jedan dan izviđati, a sutradan se spojiti s drugim osvajačkim snagama u šibenskom okruženju. 
Prvog dana bitke Šibenik se rješava velikog unutarnjeg neprijatelja. Branitelji su osvojili vojarnu na Šubićevcu i Dom JNA koji se nalazio u središtu Šibenika.
Za obranu Šibenika presudno je bilo osvajanje vojarne u Rogoznici gdje je dan prije bio general Rahim Ademi u izviđanju i napravio plan. Zadaću za osvajanje vojarne dobio je od zapovjednika Zbornog područja Operativne zone Split Mate Viduke. Osvajanje je bilo bitno, jer bi time došli do topova i drugog oružja za obranu Šibenika. S izviđačkim vodom 113. šibenske brigade “Tigrovi” kojima je zapovijedao Vlado Jaram Falkone general Ademi krenuo je noću 16. na 17. rujna u Primošten Burni i napravio plan osvajanja vojarna “Kruščica”, “Zečevo” i “Smokvica”. Sutradan na sastanku u Primoštenu gdje je bila smještena satnija 4. gardijske brigade, Ademi je dogovorio s tadašnjim zapovjednikom Ivicom Tolićem sudjelovanje u napadu na vojarne. Uz njih, u akciju su se uključili policija iz Primoštena i Rogoznice i Prvi pričuvni vod iz Primoštena Burnog te su 17. rujna zauzeli “Zečevo” i “Kruščicu”, što je imalo odlučujuću ulogu u obrani Šibenika i cijele Dalmacije.
Čim se zaplijenilo oružje, formirale su hrvatske snage topničko-raketne bitnice s ljudima koje su imali u Vodicama i noću ih prebacili u Zečevo. Dio topništva uputili su i u Sinj, Trogir i Dubrovnik.  Formirane bitnice za obranu Šibenika bile su: topničke bitnice 130 mm, najmoćnija bitnica bivše JNA, pokretna bitnica 85 mm, bitnica 100 mm stacionirana na Zečevu, raketne vodove protuzračne obrane “igle”, “strijele” i drugo oruđe za protuoklopno djelovanje. “Zolje”, ručne bacače, streljivo. Sve su te bitnice upućene prema Šibeniku, a jedan kamion ka Drnišu. Tad su počele prave borbe za Šibenik. Još istog su dana hrvatske snage bitnicu 85 mm prebacile su s dva topa ispred grada, u Razore, te su ranog jutra 17. rujna počele izravno tući na most. Drugi dio bitnice 85 mm postavljen je u kavu u Bilicama radi zaustavljanja snaga JNA s Tromilje prema Šibeniku i radi potpore hrvatskim snagama na skradinskom pravcu. Još iste noći Hrvati su topove 130 mm prebacili na Jelinjak (Primošten). Na Zečevu su formirali bitnica od topova 100 mm kojima je zadaća bila pokrivati cijeli akvatorij od Žirja prema Šolti i Drveniku. Drugi dan od osvajanja “Zečeva”, Hrvati zauzimaju i Vojarnu “Smokvica” i formiraju stacioniranu bitnicu 88 mm radi zaštite akvatorija od Drvenika prema Žirju. Topovi koje su postavili u Razorima prvi su tukli prema mostu. Posluga topova bili su šibenski studenti kojima je zapovijedao Žajom. Uloga ove posluge bila je ogromna za obranu grada. Čime je opasnost smanjena, demobilizirani su i u listopadu su se vratili na studij. Osim topova s Razore, prema mostu s Meteriza djelovala i prva minobacačka bitnica 120 mm kojom je zapovijedao Branko Smrček. 
Veliku ulogu u zaustavljanju napada prema Vodicama i deblokadi Šibenika pripada Vodičanima. Također je bitna uloga Skradina i postrojba u zaleđu koje premda im je bilo zapovijeđeno da napuste položaje i zađu na lijevu obalu Krke, ostale su na svojim položajima, što treba zahvaliti pok. Dragi Petroviću Gasu, koji se se protivio tome. Odluka se pokazala ispravnom, jer da su poslušali zapovijed, Šibenik bi ostao bez pitke vode. 
Nakon niza uspjeha, do 19. rujna 1991. hrvatski su branitelji oslobodilo mnoštvo objekata bivše JNA. Veliku je ulogu odigralo oslobađanje Remontnog zavoda, kada je zarobljeno više brodova JRM.
Ipak, bilo je i propusta u oslobađanju. Premda su mnogi objekti došli u hrvatske ruke, nijedna vojarna u samom Šibeniku nije uspješno zauzeta. Npr. nije zauzet ni vrlo slabo branjeni ‘Jamnjak’ u kojem je bilo toliko oružja da se cijela Hrvatska vojska mogla naoružati. Nije osvojena ni vojarna ‘Ražine’ u kojoj se nalazila potpuna pričuva 8. pomorskog sektora i mornaričko-desantne pješačke brigade. Isto je i za vojarnu Ante Jonića i za ‘Kuline’. U vojarni ‘Pećine’ (danas Bribirskih knezova) bile su iznimno jake snage JNA. 
Velikosrpski osvajač nije odustao. Istog se dana vratio na Šibenski most s velikim snagama koje su trebalo ići na ulaz u grad. Planirao je skupa s jedinicama koje su napadale iz pravca Drniša ući u grad. I taj je srpski plan propao, budući da su hrvatski branitelji zaustavili i razbili srpske napadače u Pakovom Selu. Ondje su hrvatske snage zaustavile kolonu JNA koja se kretala od Drniša prema Šibeniku. Pritom su uništili nekoliko tenkova i oklopnih transportera, što je demoraliziralo srpskog zapovjednika Mladića u osvajanju Šibenika. Zaustavljanje su sprovele zajedničkim djelovanjem 113. brigada, policijske postrojbe i pješaštvo. Na šibenskom mostu hrvatske snage topničkim udarom napadačima su nanijele velike gubitke.
Dana 21. rujna 1991. hrvatske snage su srušile dva zrakoplova JNA. Snimka je zabilježena na televizijskim kamerama koje je poslije vidjela cijela Hrvatska.
Dana 22. rujna 1991. osvojili su hrvatski branitelji vojnu luku "Kuline" u Šibeniku, s 15 ratnih brodova na vezu. Također je osvojeno remontno brodogradilište "Velimir Škorpik" s 19 brodova u raznim fazama remonta (kontrolu nad brodogradilištem su preuzeli Šibenčani koji su u njemu bili zaposleni). Osvojeni brodovi su predstavljali približno četvrtinu Jugoslavenske ratne mornarice; mlada Hrvatska ratna mornarica će pristupiti ubrzanom stavljanju svih tih plovila u borbenu funkciju.
Dana 23. rujna 1991. bitka je okončana. Razbijene snage srpskih osvajača počele su se povlačiti sa Šibenskog mosta.
Premda je ovo bila velika pobjeda, opasnost nije minula. Za tjedan dana neprijatelj pokreće novi napad, ovog puta na susjedni Zadar. Pokušaj osvajanja Šibenika bio je dio prvotnog plana kojim bi osvajanjem Šibenika okružili Zadar i olakšali uvjete za napad i osvajanje tog grada. Situacija se okrenula nakon napada na Zadar, jer padom Zadra stvarali su se uvjeti za novi napad za Šibenik koji bi bio okružen sa sjeverne strane.
Veliku ulogu u obrani Šibenika dali su i sami civili koji su ostali u gradu, jer ga nisu napustili čime su jačali moral obrambenim snagama u otporu neprijatelju.

## Preporučena literatura
- Žirajski libar, ur. Jadran Kale Mrvica, Željko Krnčević, Muzej grada Šibenika, Šibenik, 1994. (str.  295. do 341.)

## Vanjske poveznice
- Napad na Šibenik 16.9.1991., prilog HTV-a